# Placas de identificação de veículos na Venezuela

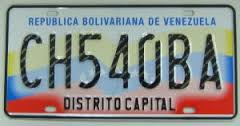
Modelo de placa vigente na Venezuela desde 2008.

As placas de identificação de veículos na Venezuela desde 2008 seguem o formato AB 123 CD, com o nome completo do país — REPUBLICA BOLIVARIANA DE VENEZUELA — na parte superior e com o nome da divisão (Estado, Distrito Capital ou Dependência Federal) na parte inferior.

## FormatoMercosul
A Venezuela já utiliza o formato AB123CD em suas placas e pretendia adaptar o formato ao padrão do bloco, tendo reconhecido a importância da criação de um sistema conjunto o mais breve possível. O país pretendia usar seu nome oficial - República Bolivariana de Venezuela - na faixa azul da placa. No entanto, em função da gravíssima crise econômica, política e social que o país atravessa desde 2012, a Venezuela foi suspensa do Mercosul em 2017 por "ruptura da ordem democrática", o que supõe ter provocado a suspensão da adoção por tempo indeterminado.